# 脖子束腹
脖子束腹（有时称为紧身胸衣领（corset collar）或颈扣（neck lacer））是BDSM中的一种项圈。与普通的项圈不同，这种项圈通常不用于压紧颈部（窒息式性爱例外）。

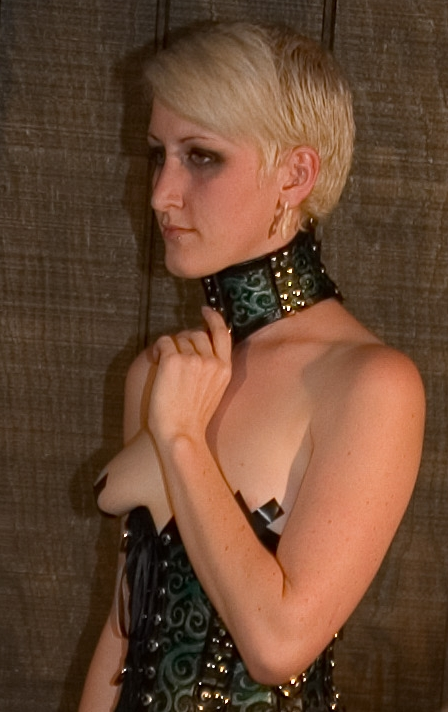
结合脖子束腹的BDSM装备

脖子束腹可以出现在BDSM和哥德亚文化，并且可以作为装饰或作为恋物癖服装。